# BA-10
Il BA-10, abbreviazione della dicitura completa in lingua russa Broneavtomobil 10, fu l'ultimo modello di autoblindo pesante prodotto dall'Unione Sovietica verso la fine degli anni trenta. Superiore ai pari classe nazionali ed esteri per armamento, il BA-10 rappresentò un buon mezzo da ricognizione ancorché attanagliato da alcuni difetti; fu costruito in migliaia di esemplari, ma il suo servizio fu relativamente breve a causa delle gravi perdite subite e per il subentrare dei carri armati leggeri nel ruolo di ricognitori.

## Storia

### Sviluppo
La prima guerra mondiale non rappresentò il successo dei soli carri armati ma anche della categoria dei veicoli corazzati leggeri noti come autoblindo, mezzi a trazione ruotata ricavati fin dai loro primordi su telai di camion o auto civili opportunamente adattati per sostenere uno scafo blindato e una torretta: visto che gli interni e le varie parti erano spesso tenute invariate, le autoblindo erano macchine poco costose, dotate di una discreta mobilità, utili sia in contesti bellici sia per mantenere l'ordine pubblico. Tali caratteristiche spiegano il successo e la diffusione del concetto, che dopo la fine del conflitto vide diversi affinamenti e varianti.
In particolare l'Unione Sovietica, povera di vie asfaltate e strade ferrate, pose attenzione nel realizzare autoblindo capaci di muoversi su terreni difficili e dotò alcuni tipi di cannone al posto delle usuali mitragliatrici. All'inizio degli anni trenta l'Armata Rossa richiese un nuovo modello di blindato leggero e l'incarico fu affidato alla GAZ: la ditta si ispirò fortemente al precedente BA-3/6 adottandone il telaio base, derivato con poche modifiche da quello dell'autocarro commerciale a sei ruote GAZ-AAA; su questa piattaforma venne fissato un corpo corazzato con mitragliatrice in casamatta e torretta rotante installata nel retro, contenente un cannone da 37 mm. Il prototipo così ottenuto venne consegnato nel 1932 e collaudato con successo, sì che venne immatricolato con il nome ufficiale "Broneavtomobil 10" abbreviato in BA-10. Ciononostante il mezzo non entrò in servizio attivo e anzi continuarono le prove, che videro all'opera anche un modello anfibio denominato "BA-Z", costruito in alcuni modelli sperimentali; soltanto nel 1938, quando venne posto in essere un vasto piano di ammodernamento delle forze corazzate sovietiche, il progetto della BA-10 fu rapidamente completato.

### Produzione
La linea d'assemblaggio della BA-10 fu aperta lo stesso 1938 alle fabbriche GAZ, alla quale collaborò la Izhorskij Zavod per la fornitura degli scafi. Nel complesso furono prodotti tra i 1.200 e i 1.400 esemplari in tre differenti versioni, la cui dotazione offensiva passò nel pieno della fabbricazione a un cannone da 45 mm. Due fonti concordano invece nell'indicare la costruzione di 3.311 veicoli fino al 1941, sempre differenziate in tre varianti. Altre informazioni indicano che il BA-10 è stato disegnato e prodotto esclusivamente da parte della Izhorskij Zavod, per un totale di circa 1.400 unità.

### Impiego operativo
Il battesimo del fuoco del BA-10 si verificò nelle desolate distese della Mongolia interna tra l'11 maggio e il 16 settembre 1939, periodo che vide lo svolgersi di una vera e propria guerra tra l'Unione Sovietica e l'Impero giapponese, interessato a estendere verso ovest i suoi domini continentali partendo dalla già sottomessa Manciuria. La battaglia decisiva combattuta presso Khalkhin Gol fu un completo successo sovietico e gli autoblindo si comportarono complessivamente bene; in particolare la dotazione offensiva su cannoni da 37 o 45 mm si dimostrò più che sufficiente per controbattere i carri armati e i mezzi blindati nipponici.
Alla fine di novembre dello stesso anno l'URSS lanciò un'imponente offensiva contro la Finlandia che non aveva voluto cedere parte dei territori richiestele: su questo fronte si sviluppò un feroce conflitto dovuto alla complessa morfologia, alla rigidità del clima e all'ostinata resistenza finnica. I BA-10 dettero stavolta una mediocre prova di sé, poiché non riuscirono a fornire la necessaria mobilità e la modesta corazzatura non era in grado di garantirne la sopravvivenza contro il fuoco anticarro dei difensori. Circa un anno e mezzo più tardi, il 22 giugno 1941, la Germania nazista dette inizio all'Operazione Barbarossa: a quella data circa 1.200 esemplari di BA-10 erano stimati in servizio e la grande maggioranza fu distrutta oppure catturata dalle avanzanti truppe tedesche. Alla fine dell'anno ben poche unità erano ancora in servizio nell'Armata Rossa e inoltre erano andati perduti diversi stabilimenti industriali rivolti alla sua produzione; i compiti di ricognizione ed esplorazione furono dunque trasferiti ai carri armati leggeri, che a parità di potenza di fuoco godevano di una trazione globale migliore e di protezioni più resistenti. Nel tardo 1942 la maggior parte dei superstiti BA-10 venne ritirata dalla prima linea e trasformata in un veicolo trasporto truppe rimuovendo la torretta e ogni attrezzatura interna.
In generale il BA-10 si dimostrò un mezzo riuscito, bene armato e mobile, sebbene non fosse un netto miglioramento rispetto alle macchine che andava a sostituire. Non era poi esente da difetti: la corazzatura laterale infatti era vulnerabile alle cartucce d'ordinanza perforanti; gli pneumatici potevano essere forati da schegge o proiettili, visto che erano gonfiati e non riempiti con materiale inerte; la mitragliatrice brandeggiabile in casamatta aveva un arco di tiro assai ristretto e le feritoie del posto di guida non permettevano una buona visuale dell'esterno. L'aspetto più sensibile riguardava il motore, che sistemato anteriormente era la parte più suscettibile dell'intero autoblindo a ricevere danni, eventualità che si verificò spesso lasciando il mezzo in panne.

## Caratteristiche
L'autoblindo BA-10 conservava la meccanica originale del GAZ-AAA a ruote pneumatiche, due folli sull'assale anteriore e quattro doppie ai due assali posteriori, queste ultime facenti funzione di motrici. Le sospensioni indipendenti, ereditate dall'autocarro, erano state preservate e irrobustite. Le ruote di riserva, in numero di due, erano state montate ai lati dell'oblungo cofano dietro i parafanghi anteriori e lasciate libere di ruotare attorno al proprio perno: in questo modo fornivano un ulteriore appoggio al veicolo quando si dovevano affrontare terreni fortemente ondulati od ostacoli. In caso di necessità venivano montate catene da neve alle ruote posteriori, e alle volte cingoli da carro armato erano avvolti attorno agli pneumatici, creando una sorta di semicingolato. L'apparato motore era stato lasciato nella sezione anteriore del telaio e consisteva di un GAZ-M1 da 4 cilindri alimentato a benzina, erogante 50 hp a 2.800 giri al minuto.

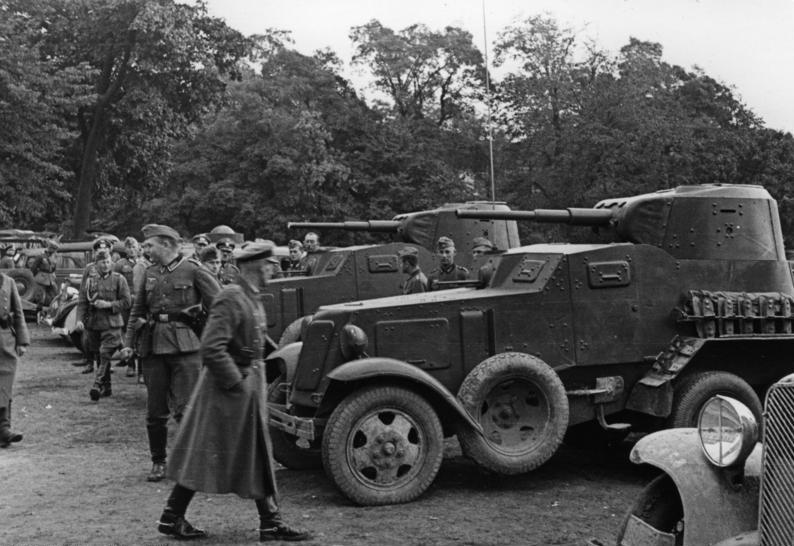
Soldati tedeschi e sovietici si incontrano Lublino nei giorni finali della campagna di Polonia; in primo piano due BA-10M

Su questa base era stato fissato uno scafo con corazzatura saldata spessa 10 mm (15 mm per il lungo cofano) su fronte e lati, il retro calava in alcune parti a 6 mm, il cielo era dotato di sole lastre da 6 mm e il fondo da 4 mm: in generale dava al mezzo un aspetto piuttosto appariscente e vicino a quello goffo delle prime autoblindo. La parte anteriore proteggeva l'apparato motore ed era fornita di due fanali da automobile per la marcia notturna; subito dietro si trovava la camera di combattimento: sul lato sinistro sedeva il pilota, a destra si trovava l'addetto a una mitragliatrice leggera Degtjarëv da 7,62 mm, che doveva inoltre adoperare la radio ricevente-trasmittente 71-TK-1. Entrambe le posizioni erano state provviste di strette aperture ricavate su portellini ribaltabili, che venivano tenuti alzati quando non si era sul campo di battaglia. Il comparto posteriore serviva ad alloggiare una torretta modello T-30 ottenuta per saldatura, la stessa montata sulle vecchie BA-6. Protetta da corazze spesse 10 mm su fronte e fianchi era stata equipaggiata con una mitragliatrice pesante DŠK da 12,7 mm, che essendo in grado di penetrare 10 mm da 100 metri dava qualche vantaggio contro bersagli leggeri; coassiale a questa si trovava una seconda Degtjarëv. La mitragliatrice DŠK comunque venne quasi subito sostituita da un cannone da 37 mm M1931 B-3 (5K), per il quale erano disponibili granate sia esplosive che perforanti: quest'ultima munizione pesante 0,665 grammi raggiungeva gli 800 m/s e trapassava 27 mm dalla distanza di 500 metri. La torretta era la sede del comandante e del cannoniere. L'equipaggio, infine, caricava sul veicolo le armi per la difesa personale, utilizzabili da apposite feritoie.
Nel complesso il BA-10 era lungo 4,70 metri e alto 2,42 metri, cosa che si traduceva in un alto profilo e dunque in una più facile individuazione del veicolo da parte dell'avversario; inoltre le sterzate erano assai larghe a causa del telaio base e della semplice meccanica, che non presentava neppure un differenziale. Le prestazioni generali erano buone: la velocità massima arrivava a 53 km/h, il raggio d'autonomia su strada misurava 260 chilometri e quello su terreni sconnessi 180 chilometri; l'autoblindo gestiva altresì guadi da 0,60 metri, fossati larghi fino a 0,40 metri e pendenze non superiori ai 24°. Con 5,14 tonnellate di peso la pressione al suolo, senza affondamento, era calcolabile in 0,19 kg/cm2; la luce libera misurava 23 cm.

## Varianti

### BA-10M/BA-32
Introdotta già nel 1939, si differenziava dal modello base essenzialmente per l'adozione della torretta del carro leggero T-26 M1933 con relativo armamento, un cannone da 45 mm M1934 (20-K) lungo 45 calibri (L/45): poteva perforare 35 mm d'acciaio da 500 metri di distanza se utilizzava la munizione perforante dedicata, pesante 1,43 chili e capace di raggiungere i 760 m/s. Erano inoltre disponibili un proietto ad alto esplosivo da 2,15 chili, un proietto BR-240 esplosivo/anticarro in grado di trapassare una corazza verticale spessa 42 mm da 500 metri e infine una granata BR-240P a nocciolo duro, che riusciva a perforare lastre verticali spesse fino a 80 mm sempre da 500 metri di distanza. Le munizioni stivabili erano 43 oppure 49 come afferma un'altra fonte. Il BA-10M era stato inoltre dotato di una nuova radio 71-TK-3, di serbatoi aggiuntivi posti sui paraurti posteriori e di qualche corazzatura supplementare: il peso salì a 5,36 tonnellate e l'autonomia su strada a 300 chilometri (210 su terreni non preparati).

### BA-10ZhD
Versione in grado di viaggiare sia su strade asfaltate sia su ferrovia. Non si conoscono i dettagli operativi né il numero di veicoli prodotti.

## Altri utilizzatori
- Germania

La Germania si appropriò di numerosi esemplari e li immise in servizio con la denominazione Panzerspähwagen BAF 203(r), a volte dopo averli riparati o riarmati. In mani tedesche i BA-10 vennero utilizzati nella lotta antipartigiana sia nei Balcani che sul fronte orientale.
- Finlandia

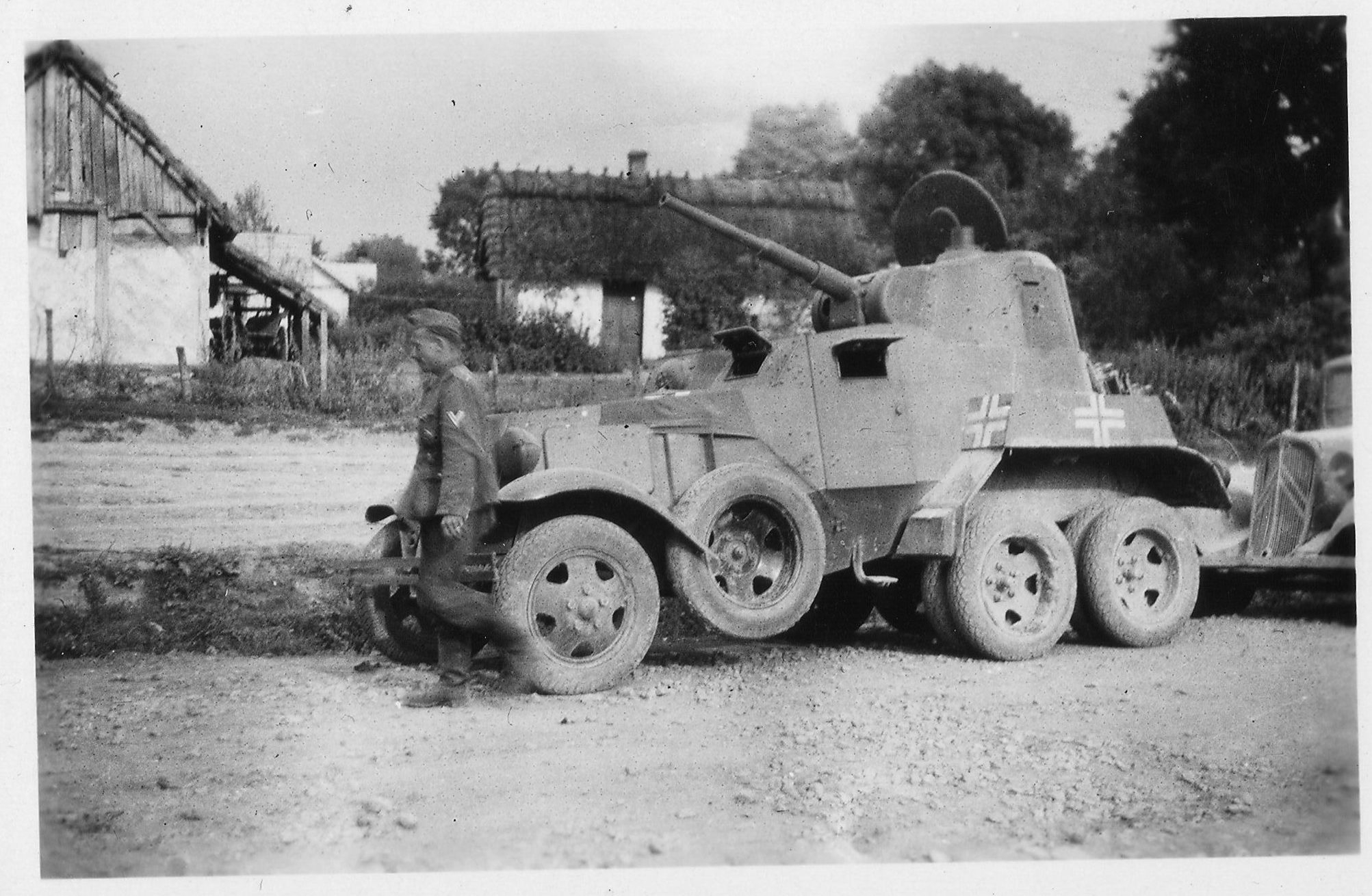
Uno dei BA-10 catturati dalle forze tedesche, riconoscibile dalle croci dipinte sui serbatoi ausiliari

La Finlandia catturò circa 13 unità tra la fine del 1939 e la fine del 1941: tutte erano note come BAF C e numerate in progressione partendo dalla sigla "Ps. 27-". Nel corso del 1941 le BA-10 fino ad allora catturate vennero suddivise in specifici plotoni indipendenti, poi integrati nell'unica divisione corazzata finnica che li adoperò come veicoli di comando, rifornimento, comunicazioni e collegamento; qualche veicolo fu inoltre adoperato dal distaccamento corazzato della 1ª divisione fanteria, attivo dall'agosto al dicembre 1941. Nell'autunno 1943, in seguito ai dati raccolti con l'uso operativo dei mezzi, cominciò la sostituzione dell'apparato motore originale con un Ford V8 a benzina erogante 95 hp, ritenuto più idoneo dell'originale GAZ per muovere l'autoblindo, tuttavia non sono note le prestazioni registrate con il nuovo apparato. Escluso un esemplare distrutto nell'estate 1944, tutti i BAF C sopravvissero alla seconda guerra mondiale: dopo aver militato in un battaglione corazzato e nel 4º battaglione cacciatori, tra il 1957 e il 1958 soltanto quattro veicoli erano ancora segnalati in servizio. Gli ultimi due vennero rimossi dalle liste d'inventario del materiale bellico nel 1959. Nel 1961, però, il BA-10 immatricolato come "Ps 27-11" venne privato di torretta, scafo corazzato e dotato di una gru; questa variante, unica nel suo genere, rimase nelle file delle forze armate fino al 1978.
- Svezia

Nel 1942 la neutrale Svezia contattò il governo finlandese per sapere se fosse possibile comprare alcuni autoblindo con i quali condurre test di vario genere, e la Finlandia accettò di vendere tre BAF C gravemente danneggiate, tutte prive di motore, trasmissione e ruote. La transizione avvenne durante il mese di ottobre al prezzo di 5.000 corone cadauno; i veicoli furono dunque riparati, dotati di armi svedesi e introdotti nell'esercito con la designazione pansarbil m/31 F. Prestarono servizio fino all'inizio degli anni cinquanta.

## Esemplari esistenti
Ad oggi un esemplare di BA-10M è esposto al Museo dei corazzati di Parola in Finlandia: la stessa istituzione conserva anche quattro torrette sfuse dell'autoblindo. Un altro BA-10 con il treno di appoggio ricostruito è proprietà dell'Urochische Shumeykovo in Ucraina, nell'Oblast' di Poltava. Presso la collezione "Igor Shinshkin" di Mosca si trova un BA-10 con cingoli alle ruote posteriori: il veicolo è attualmente in fase di restauro. Infine altri due BA-10 sono dislocati nella provincia mongola di Dornod: quello conservato a Choybalsan presenta al posto degli pneumatici posteriori ruote e cingoli provenienti da un carro armato PT-76 e difetta anche delle ruote di scorta; l'altro esemplare è invece posto su un piedistallo in pietra vicino al poligono di tiro di Sümbur. La Svezia ha conservato uno dei tre mezzi comprati nel 1942 nel Museo dei carri armati di Skövde, dove rimane tuttora.